# 沙丁小銀漢魚
沙丁小銀漢魚，為輻鰭魚綱銀漢魚目擬銀漢魚科的其中一種，分布於中美洲尼加拉瓜至哥斯大黎加淡水湖泊流域，為熱帶魚類，體長可達5.5公分，棲息在底中層水域，以昆蟲為食，生活習性不明。